# 10 Years (Album)
10 Years ist ein Jazzalbum von Charles Owens. Die am 10. Juli 2020 in den Montrose Studios in Richmond, Virginia, entstandenen Aufnahmen erschienen am 11. Juni 2021 auf dem Label La Reserve Records.

## Hintergrund
Der Albumtitel 10 Years spielt darauf an, dass Owens mit dem Bassisten Andrew Randazzo und dem Schlagzeuger Devonne Harris (alias DJ Harrison) das erste Jahrzehnt des Bestehens seines Trios feiert. Zuletzt hatte das Charles Owens Trio das Album A Day with Us (Jellowstone Records) vorgelegt. In der pulsierenden lokalen Musikszene von Richmond, Virginia, Owens’ Heimatstadt, habe sich sein Trio nach Ansicht von Adam Sieff zu einem etablierten Club-Favoriten entwickelt. Der Bassist und der Schlagzeuger bilden zudem die Rhythmusgruppe der Band Butcher Brown.
Das Material des Albums basiert auf Songs, die der Saxophonist in seiner Kindheit gehört hat. „Ich bin mit Anita Baker und Todd Rundgren, Led Zeppelin und Jimi Hendrix aufgewachsen“, sagte er in einem Interview. „Ich habe sicherlich den Einfluss von New Yorks Swing-Tradition der Black American Music in mein Spiel übernommen, aber als ich nach Virginia gezogen bin, habe ich einen Sound vorgefunden, der grooviger und ein bisschen mehr Country ist“, teilte Owens mit.
Das Trio spielt auf dem Album Coverversionen wie „Caught Up in the Rapture“, ein Titel, den Anita Baker 1986 bekannt machte, Todd Rundgrens Nummer „I Saw the Light“ von 1972, Jimi Hendrixs „If 6 Were 9“ (eigentlich „If Six Was Nine“), von dessen zweitem Album Axis: Bold as Love (1968), Herbie Hancocks „Tell Me a Bedtime Story“ (von dessen LP Fat Albert Rotunda 1969) und Led Zeppelins „Misty Mountain Hop“ von deren Album Led Zeppelin IV von 1971. Die Schlussnummer des Albums ist „The Rainbow Connection“ aus The Muppet Movie.

## Titelliste
- Charles Owens Trio: 10 Years (La Reserve Records)

1. Cameron the Wise (Charles Owens, Andrew Randazzo, Devonne Harris, Cameron Ralston) 5:04
2. Caught Up in the Rapture (Diane Quander, Garry Glenn) 7:49
3. Angelica (Duke Ellington) 5:42
4. Central Park West (John Coltrane) 07:45
5. I Saw the Light (Todd Rundgren) 6:13
6. If 6 Was 9 (Jimi Hendrix) 05:28
7. Tell Me a Bedtime Story (Herbie Hancock) 8:32
8. Continuum (Jaco Pastorius) 7:02
9. Misty Mountain Hop (Jimmy Page, John Paul Jones, Robert Plant) 5:05
10. The Rainbow Connection (Paul Williams) 5:38

## Rezeption
Nach Ansicht von Chris Pearson (The Times) sei das erste, was man an Charles Owens bemerke, der Ton sei. Der Tenorsaxophonist sei ein Spieler von unwiderstehlicher Wärme. Wie der frühe John Coltrane klinge dieser fest und direkt, aber großzügig und aufrichtig. Wenn man ihm zuhöre, bekomme man das Gefühl, ihn zu kennen. Er lade zum Vergleich auf zwei Melodien ein, die mit dem Meister in Verbindung stehen, elegant über Ellingtons „Angelica“ und geheimnisvoll nachdenklich über Coltranes „Central Park West“; beide seien total charmant. Wie Sonny Rollins habe Owens einen Klang, der umfangreich genug sei, um ohne das Akkordpolster eines Pianos auszukommen.
Frank Alkyer schrieb im Down Beat, Charles Owens’ Spiel sei schnell, wütend und fließend – mit genau dem richtigen Schuss Seele. Bassist Andrew Randazzo und Schlagzeuger Devonne „DJ“ Harris würden den Groove für Owens antreiben. Dies gelte insbesondere für die Eröffnungsnummer des Albums, „Cameron the Wise“, ein von Afrobeat inspirierter Jam, der bei den Live-Gigs des Trios ein Liebling der Fans war, aber hier zum ersten Mal aufgenommen wurde. In diesem Album stecke großartige Musikalität und die Art von Liebe und Beziehung zueinander, die nur entstehen könne, wenn man ein Jahrzehnt lang zusammen spielt. 10 Years klinge nach einer langen Zeit, aber hier sei es eine sehr angenehme Reise.
Nach Ansicht von Adam Sieff (London Jazz News) sei 10 Years eine echte Momentaufnahme, aufgenommen in einer einzigen sechsstündigen Session. Sie fange das ganze Feeling und den Drive einer Live-Aufnahme ein, aber mit exzellentem Sound und einer modernen Produktion. Das Trio bilde eine hervorragend dichte Einheit und spiele mit viel Seele und Groove. Harrison und Randazzo würden Owens jede Unterstützung geben, die er braucht, wo immer er auch hin wolle. Owens sei ein großartiger Spieler mit einem großen warmen Ton, klinge immer kontrolliert, um die Melodien so lange aufrecht zu halten, bevor er [zu seinen Improvisationen] abhebe. Dies werde am exzellenten „I Saw the Light“ perfekt illustriert, das den Klassiker wie einen längst verlorenen Jazzstandard klingen lässt.